# شوالة جرمانية
شوالة جرمانية (الاسم العلمي:Panorpa germanica) هي نوع من الحشرات تتبع جنس الشوالة من فصيلة الشواليات.